# Harlaw Hill House

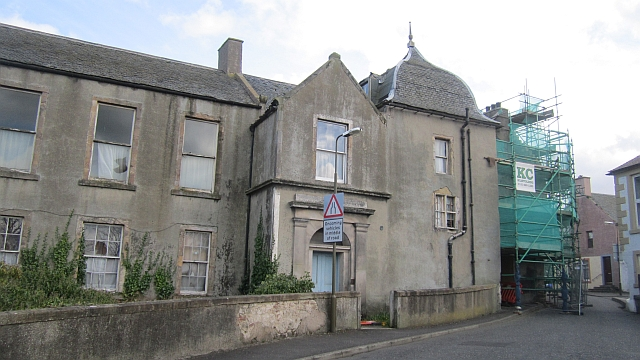
Harlaw Hill House

Harlaw Hill House, auch Harlawhill House, ist der Name einer Villa in der schottischen Stadt Prestonpans in der Council Area East Lothian. 1971 wurde das Bauwerk in die schottischen Denkmallisten in der höchsten Kategorie A aufgenommen.

## Geschichte
Das exakte Baujahr von Harlaw Hill House ist nicht überliefert, sodass nur das frühe 17. Jahrhundert angegeben werden kann. Dieses wird durch die Jahresangabe 1641 gestützt, die ein Dachdecker im Zuge von Restaurierungsarbeiten im Dachgestühl verzeichnet fand. Das hervortretende Türmchen wurde erst im späten 17. Jahrhundert hinzugefügt. Ebenso entstammen die Stallungen nicht dem ursprünglichen Plan, sondern wurden erst im 18. Jahrhundert angebaut. Durch Bergsenkungen infolge des Kohlebergbaus stürzte 1968 der Südflügel ein.
1997 wurde Harlaw Hill House in das schottische Register gefährdeter denkmalgeschützter Bauwerke aufgenommen. Es ist weiterhin bewohnt, jedoch verschlechtert sich sein Zustand zusehends. 2015 wurde der Zustand der Villa als sehr schlecht mit hoher Gefährdung beschrieben.

## Beschreibung
Harlaw Hill House liegt im Norden von Prestonpans an der Straße Harlaw Hill. Ursprünglich wies die Villa einen L-förmigen Grundriss auf. An der Westseite des kürzeren Schenkels wurde dann ein Turm und westlich davon Stallungen hinzugefügt. Das Mauerwerk besteht aus Bruchstein und ist mit Harl verputzt. Auffällig ist der Turmabschluss mit konkav geschwungener Haube. Links des Turms befindet sich das klassizistisch gestaltete Eingangsportal mit Pilastern, die einen Architrav tragen. Ein segmentbögiges Oberlicht füllt den Kämpfer oberhalb der Türe. Die Dächer sind mit Schiefer eingedeckt.